# Колин Џексон
Колин Реј Џексон (енгл. Colin Ray Jackson; 18. фебруар 1967.) некадашњи је велшки атлетичар који се такмичио у спринту и препонама. Он је освојио сребрну олимпијску медаљу и два пута био светски шампион. Једном је био Светски шампион у дворани. Био је непоражен на Европском првенству 12 година и два пута је био шампион Комонвелта. Његов светски рекорд од 12,91 секунде у трци на 110 м с препонама одржао се скоро 13 година, а његов светски рекорд на 60 метара с препонама одржао се скоро 27 година.

## Биографија
Џексон је освојио бронзу на Светском првенству 1987. и сребрну медаљу на Олимпијским играма 1988. Освојио је једно сребро у трци на  60 м препоне на Светском првенству у дворани 1989. Освојио је златне медаље на Првенству Европе и Комонвелта 1990. У зимској сезони 1993. је освојио сребро на Светском првенству у дворани 1993. На Светском првенству 1993. победио је у времену новог светског рекорда 12,91 секунди. Џексон је био део британске штафете 4×100 метара која је тада освојила сребрну медаљу.
Џексон је имао низ од 44 трке без пораза између 1993. и 1995. године. 1994. је истрчао светски рекорд у трци на 60 м препоне у дворани са временом 7,30 секунди. Поред злата на 60 м препоне, Џексон је на Европском првенству у дворани 1994. истрчао нови европски рекорд на 60 метара без препона у времену 6,49 секунди. Повреда је утицала да је стигао тек четврти на Олимпијским играма 1996. На такмичење се вратио 1997. године и два пута освојио сребро – на Светском првенству у дворани и Светском првенству на отвореном. Након што је трећи пут узастопно освојио Европско првенство 1998. године, постао је светски шампион у дворани и на отвореном 1999. године. На Олимпијским играма 2000. завршио је као пети, а последње велике медаље су му припале 2002. године, освојивши европско злато у дворани и на отвореном.
Након завршетка такмичарске каријере бавио се спортским менаџментом и тренирањем младих атлетичара. Сада ради као спортски коментатор за атлетику и као телевизијски водитељ (претежно за ББЦ).

## Лични живот
26. августа 2017. Џексон се изјаснио као хомосексуалац на шведској телевизији у коме је промовисао серију „Хероји дуге“ (енгл. Rainbow Heroes). Раније је негирао да је геј и у својој аутобиографији из 2004. и у интервјуу за часопис Глас  (енгл. The Voice) из 2008.

## Аутор књига
Џексон је написао три књиге:
1. Млади атлетичар (енгл. The Young Track and Field Athlete), објавио је Дорлинг Киндерсли у марту 1996. године;[6]
2. Колин Џексон: Аутобиографија (енгл. Colin Jackson: The Autobiography), објављен је у априлу 2004. у издању ББЦ Букс;[4] и
3. Колин Џексон (у првој стази) у финалу трке на 110 метара са препонама на Олимпијским играма у Сиднеју 2000.Нове животне препоне (енгл. Life's New Hurdles), објавио је Accent Press Ltd у марту 2008.[7]

## Лични рекорди у атлетици

### На отвореном
- 110 метара с препонама – 12,91 сек (1993), некадашњи светски рекорд и актуелни европски рекорд
- 200 метара с препонама – 22,63 сек (1991)
- 100 метара – 10,29 сек (1990)
- 200 метара – 21,19 сек (1988)
- Скок у вис – 1,81 м

### У дворани
- 50 метара с препонама – 6,40 секунди (1999), тренутни британски рекорд
- 60 метара с препонама – 7,30 секунди (1994), некадашњи светски рекорд и актуелни европски рекорд
- 110 метара с препонама – 13,40 сек (2003)
- 60 метара – 6,49 сек (1994), некадашњи европски рекорд

## Међународна такмичења
| Представљајући Уједињено Краљевство | Представљајући Уједињено Краљевство | Представљајући Уједињено Краљевство | Представљајући Уједињено Краљевство | Представљајући Уједињено Краљевство | Представљајући Уједињено Краљевство |
| Година                              | Такмичење                           | Место                               | Пласман                             | Дисциплина                          | Резултат                            |
| ----------------------------------- | ----------------------------------- | ----------------------------------- | ----------------------------------- | ----------------------------------- | ----------------------------------- |
| 1985                                | Европско првенство у дворани        | Атина, Грчка                        | 10.                                 | 60 м препоне                        | 7.85                                |
| 1985                                | Европско првенство за јуниоре       | Котбус, Источна Немачка             | 2.                                  | 110 м препоне                       | 13.69                               |
| 1986                                | Светско првенство за јуниоре        | Атина, Грчка                        | 1.                                  | 110 м препоне                       | 13.44                               |
| 1986                                | Игре Комонвелта                     | Единбург, Уједињено Краљевство      | 2.                                  | 110 м препоне                       | 13.42                               |
| 1987                                | Европско првенство у дворани        | Лијевен, Француска                  | 2.                                  | 60 м препоне                        | 7.63                                |
| 1987                                | Светско првенство у дворани         | Индијанаполис, САД                  | 4.                                  | 60 м препоне                        | 7.68                                |
| 1987                                | Светско првенство                   | Рим, Италија                        | 3.                                  | 110 м препоне                       | 13.38                               |
| 1988                                | Олимпијске игре                     | Сеул, Јужна Кореја                  | 2.                                  | 110 м препоне                       | 13.28                               |
| 1989                                | Европско првенство у дворани        | Хаг, Холандија                      | 1.                                  | 60 м препоне                        | 7.59                                |
| 1989                                | Светско првенство у дворани         | Будимпешта, Мађарска                | 2.                                  | 60 м препоне                        | 7.45                                |
| 1989                                | Континентални куп                   | Барселона, Шпанија                  | 2.                                  | 110 м препоне                       | 12.95                               |
| 1990                                | Игре Комонвелта                     | Окленд, Нови Зеланд                 | 1.                                  | 110 м препоне                       | 13.08                               |
| 1990                                | Европско првенство                  | Сплит, Југославија                  | 1.                                  | 110 м препоне                       | 13.18                               |
| 1991                                | Светско првенство                   | Токио, Јапан                        | Полуфинале                          | 110 м препоне                       | 13.25                               |
| 1992                                | Олимпијске игре                     | Барселона, Шпанија                  | 7.                                  | 110 м препоне                       | 13.46                               |
| 1992                                | Континентални куп                   | Хавана, Куба                        | 1.                                  | 110 м препоне                       | 13.07                               |
| 1993                                | Светско првенство у дворани         | Торонто, Канада                     | 2.                                  | 60 м препоне                        | 7.43                                |
| 1993                                | Светско првенство                   | Штутгарт, Немачка                   | 1.                                  | 110 м препоне                       | 12.91                               |
| 1993                                | Светско првенство                   | Штутгарт, Немачка                   | 2.                                  | 4 × 100 m relay                     | 37.77                               |
| 1994                                | Европско првенство у дворани        | Париз, Француска                    | 1.                                  | 60 м                                | 6.49                                |
| 1994                                | Европско првенство у дворани        | Париз, Француска                    | 1.                                  | 60 м препоне                        | 7.41                                |
| 1994                                | Игре добре воље                     | Санкт Петербург, Русија             | 1.                                  | 110 м препоне                       | 13.29                               |
| 1994                                | Игре Комонвелта                     | Викторија, Канада                   | 1.                                  | 110 м препоне                       | 13.08                               |
| 1994                                | Европско првенство                  | Хелсинки, Финска                    | 1.                                  | 110 м препоне                       | 13.08                               |
| 1996                                | Олимпијске игре                     | Атланта, САД                        | 4.                                  | 110 м препоне                       | 13.19                               |
| 1997                                | Светско првенство у дворани         | Париз, Француска                    | 2.                                  | 60 м препоне                        | 7.49                                |
| 1997                                | Светско првенство                   | Атина, Грчка                        | 2.                                  | 110 м препоне                       | 13.05                               |
| 1998                                | Игра добре воље                     | Јуниондејл, САД                     | 4.                                  | 110 м препоне                       | 13.17                               |
| 1998                                | Европско првенство                  | Будимпешта, Мађарска                | 1.                                  | 110 м препоне                       | 13.02                               |
| 1998                                | Континентални куп                   | Јоханезбург, Јужна Африка           | 2.                                  | 110 м препоне                       | 13.11                               |
| 1999                                | Светско првенство у дворани         | Маебаши, Јапан                      | 1.                                  | 60 м препоне                        | 7.38                                |
| 1999                                | Светско првенство                   | Севиља, Шпанија                     | 1.                                  | 110 м препоне                       | 13.04                               |
| 2000                                | Олимпијске игре                     | Сиднеј, Аустралија                  | 5.                                  | 110 м препоне                       | 13.28                               |
| 2001                                | Игре добре воље                     | Бризбејн, Аустралија                | 5.                                  | 110 м препоне                       | 13.63                               |
| 2002                                | Европско првенство у дворани        | Беч, Аустрија                       | 1.                                  | 60 м препоне                        | 7.40                                |
| 2002                                | Игре Комонвелта                     | Манчестер, Уједињено Краљевство     | 2.                                  | 110 м препоне                       | 13.39                               |
| 2002                                | Европско првенство                  | Минхен, Немачка                     | 1.                                  | 110 м препоне                       | 13.11                               |
| 2003                                | Светско првенство у дворани         | Бирмингем, Уједињено Краљевство     | 5.                                  | 60 м препоне                        | 7.61                                |